# Weveld
Weveld ist ein bayerisches Adelsgeschlecht, das im Mannesstamm erloschen ist.

## Geschichte

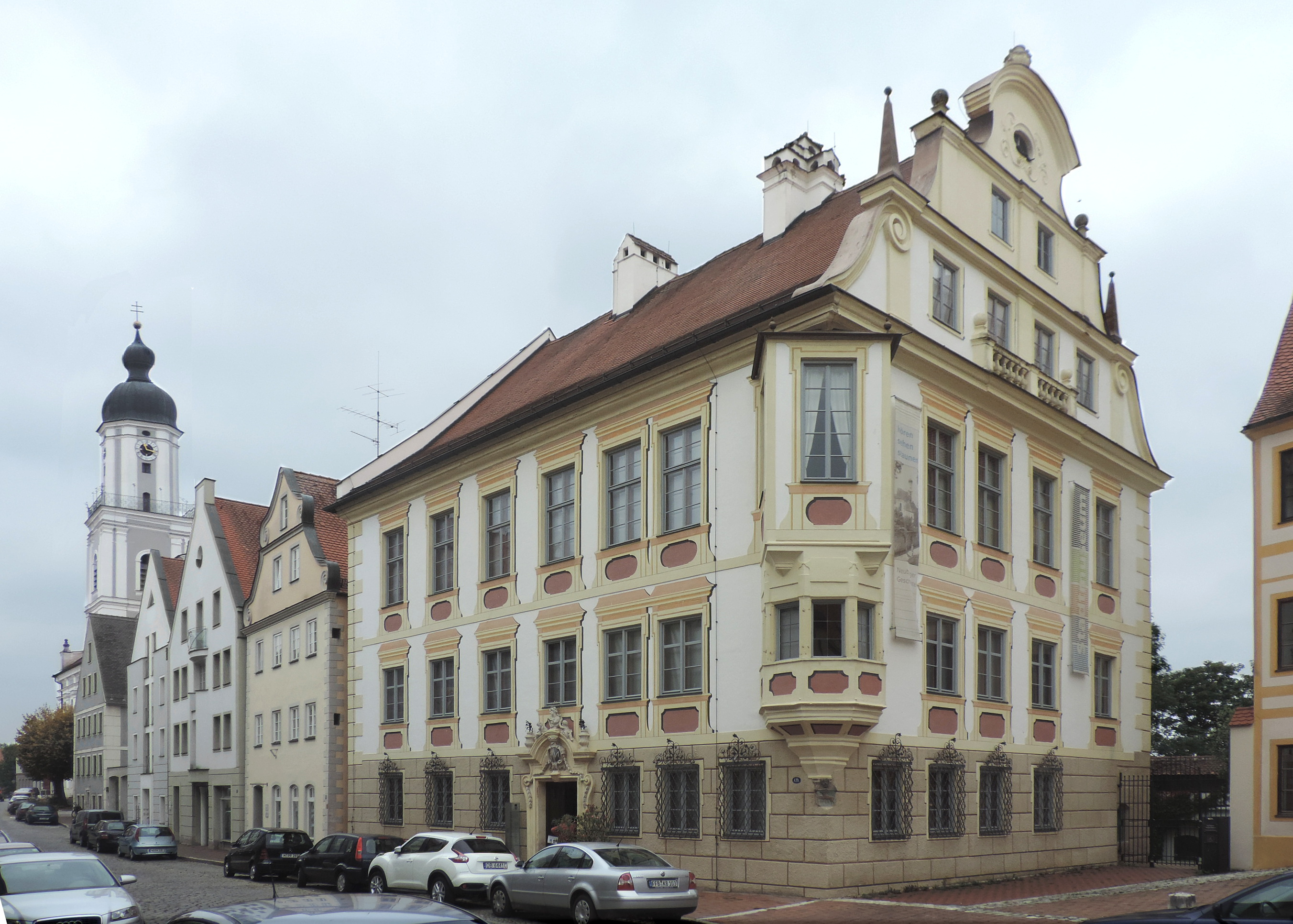
Wevelddhaus in Neuburg an der Donau

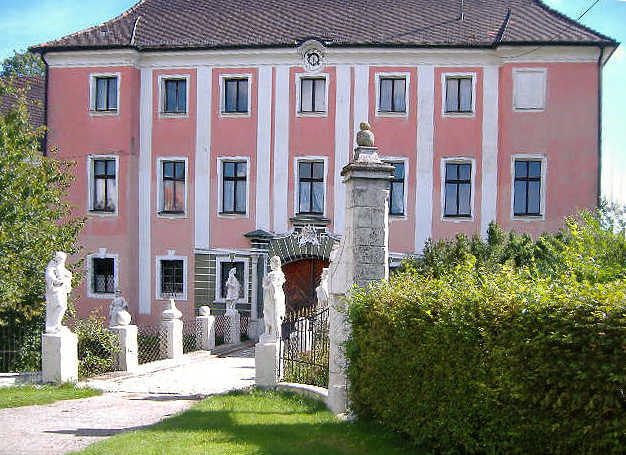
Nordseite von Schloss Sinning

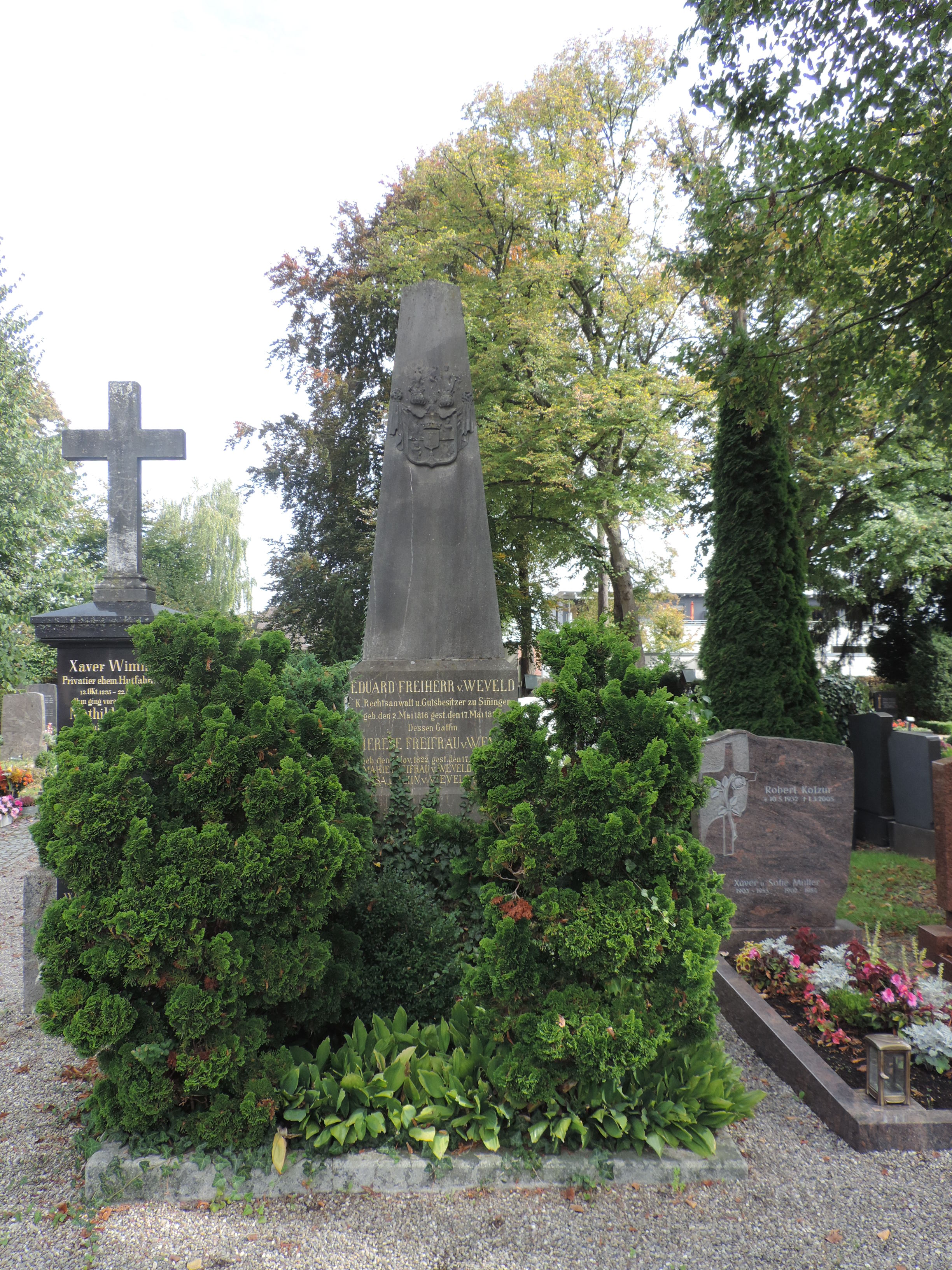
Grabstätte von Eduard von Weveld auf dem Städt. Friedhof in Neuburg an der Donau

Ahnvater des Geschlechts ist Anton Weveld, der vermutlich bis zu seinem Tod im Jahre 1659 in Mainz lebte Genannter wurde im Jahre 1644 von Kaiser Ferdinand III. (HRR), zusammen mit seinen Neffen (Anton, Peter, Hans Philipp und Johann Sigmund Weveld), in den erblich-österreichischen Reichsadel und  Reichsfreiherrenstand erhoben. Die kaiserliche Urkunde macht die Entquete hierfür sichtbar:  Im Dreißigjährigen Krieg hatte Anton Weveld den militärischen Rang eines kaiserlichen Generalfeldwachtmeisters inne, war also einer der kaiserlichen Generäle, die an vorderster Front kämpften. Militärische Meriten verdiente er sich durch die Verteidigung des Ortes Hagen gegen den Schwedenkönig Gustav Adolf und dessen Truppen. Weveld kämpfte dort unter anderem im Regiment des Grafen Berthold von Wallenstein (eigentlich Waldstein, ca. 1604–1632), einen Couin Albrechts von Wallenstein.
1713 erwarb  Wilhelm Adam Balduin Freiherr von Weveld, der in die Dienste des Fürstentum Pfalz-Neuburg war, in Neuburg an der Donau eine prächtige Stadtresidenz, das freyherrlich Giesische Hauß, und 1721 die Hofmark Sinning. Das dazugehörende Schloss erweiterte der Freiherr um eine barocke Flügelanlage im französischen Stil. Wilhelm Adam Balduin Freiherr von Weveld war zweimal verheiratet: In erster Ehe, die kinderlos blieb, mit Maria Elisabetha Freiin von Biedenfeld (oder Piedenfeld), mit der er wahrscheinlich in seinem Neuburger Stadtpalais lebte und folglich dort 1715 das Doppelwappen der Wevelds und Biedenfelds über dem Hauptportal anbringen ließ, und in zweiter Ehe mit der Schwester seiner ersten Frau, Maria Amalie Magdalena, geborene Freiin von Biedenfeld, verwitwete Freifrau Tänzl von Tratzberg. Da seinerzeit das Kirchenrecht eine Heirat unter Schwagern verbot, musste Wilhelm die Dispens des Papstes durch Zahlung einer hohen Summe erwirken. Seit 1671 waren die von Weveld auch im Besitz der Herrschaft Steinfels. In der Gruft der Steinfels nahegelegenen Pfarrkirche Sankt Pankratius in Parkstein sind mehrere Familienmitglieder begraben.
Eine weitere Immatrikulation im Königreich Bayern bei der Freiherrenklasse erfolgte am 7. Juli 1810 für Christof Anton Freiherr von Weveld. Der pfälzische Hofkammerrat und später königlich bayerischer Kämmerer war Herr auf Sinning, Seiboldsdorf, Hennenweidach, Steinfels und Grub. Er übergab den Gutsbesitz Sinning 1825 an seinen Sohn, den Juristen Johann Baptist Freiherr von Weveld, der die Hofmark Sinning wesentlich um- und ausbaute:
Er erwarb die nahegelegene Dorfwirtschaft und kaufte die zwei zwischen Schloss und Wirtschaft liegenden Bauernhöfe auf, ließ sie abreißen und statt dessen eine Brauerei mit Sommerkeller errichten... Große Wasserflächen um das an einem Ausläufer des Donaumooses gelegene Schloß ließ er durch Aufsandung trocken legen und errichtete Großstallungen und Weideflächen für die Tierhaltung sowie eine Großgärtnerei. Als größter ‚Arbeitgeber‘ im gesamten Umkreis ließ er über seine Wirtschaftsbetriebe akribisch Buch führen.
Auf Allerhöchsten Erlass  wurde 1828 Eduard von Weveld im Königreich Bayern bei der Freiherrenklasse immatrikuliert.
Das Geschlecht ist im Mannesstamme ausgestorben. Die letzte weibliche Nachfahrin, Gertrud Maria Amelie Hermine Freiin von Weveld, verh. Drossbach, führte den Namen Freifrau von Weveld.

## Wappen

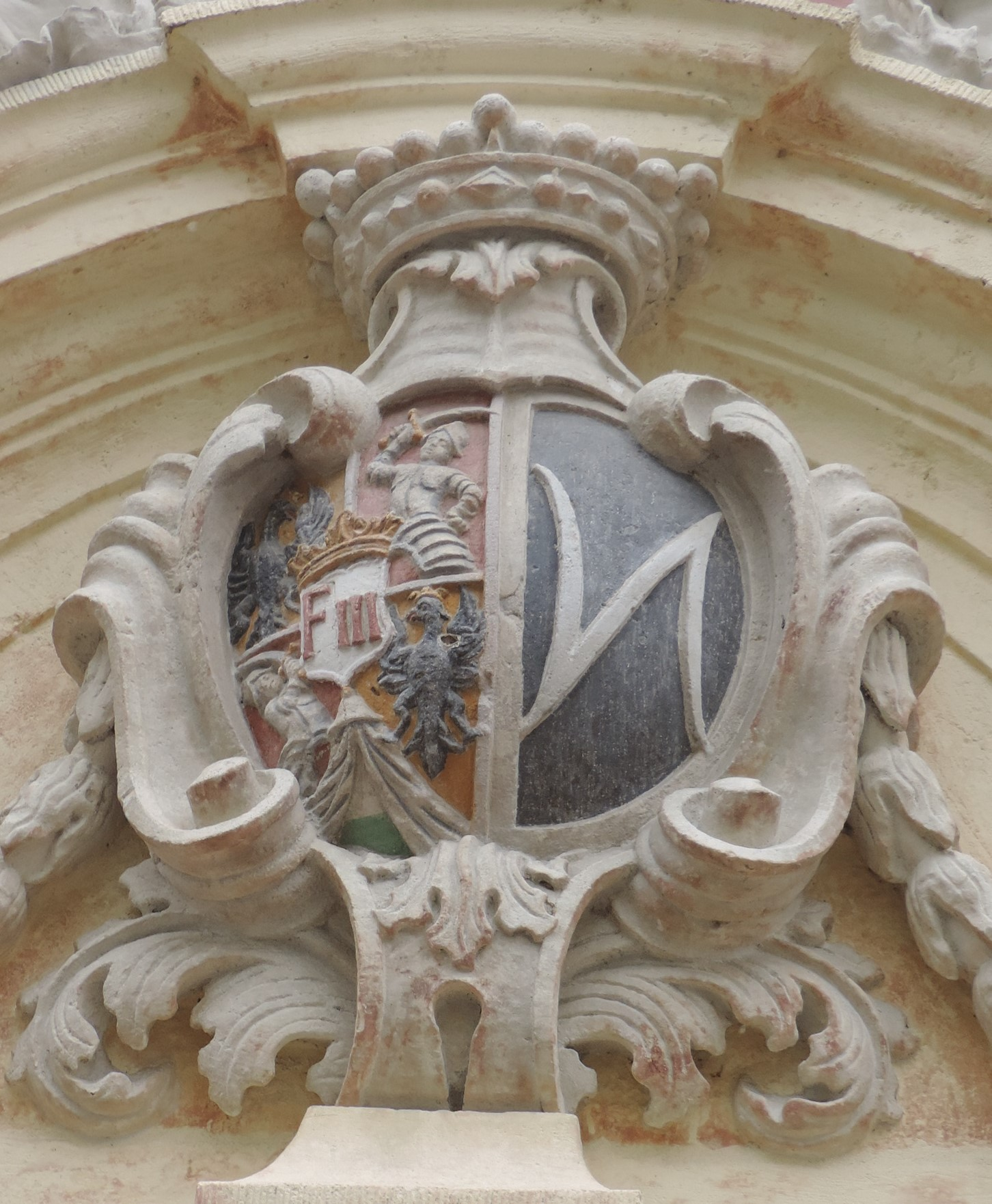
Doppelwappen derer von Weveld und Biedenfeld am Hauptportal des Weveldhauses in Neuburg an der Donau

- Wappen 1644: Geviert und belegt mit gekrönten silbernen Herzschild, darin der rote Namenszug F III., und einer zwischen dem 3. und 4. Feld eingepfropften grünen Spitze, darin ein vorn offenes silbernes Zelt. 1 und 4 in Gold einwärts-sehend ein golden-gekrönter und -bewehrter schwarzer Adler. 2 und 3 in Rot ein einwärts wachsend ein Geharnischter mit 3 silbernen Federn auf dem Helm, mit der Rechten ein Schwert schwingend. 2 Helme, auf dem rechten mit schwarz-goldnen Decken der Adler, auf dem linken mit rot-silbernen Decken der Geharnischte mit 3 (rot, silbern, rot) Federn auf dem Helm, in jedem Arm 5 rote Lanzen haltend, deren Fähnchen je mit 2 gekürzten silbernen Balken und einem silbernen Kreuzchen belegt sind.

- Wappen 1828: Geviert und belegt mit gekrönten silbern Herzschild, darin die schwarze Initiale F III., und einer zwischen Feld 3 und 4 eingepfropften grünen Spitze, darin ein vorn offenes silbernes Zelt. 1 und 4 in Gold einwärts-sehend ein golden-gekrönter und -bewehrter schwarzer Adler. 2 und 3 in Rot einwärts-wachsend ein Geharnischter mit 3 (rot, silbern, rot) Federn auf dem Helm, mit der Rechten ein Schwert schwingend. 2 Helme, auf dem rechten mit schwarz-goldnen Decken der Adler, auf dem linken mit rot-silbernen Decken einwärts-wachsend ein Geharnischter mit 3 (rot, silbern, rot) Federn auf dem Helm, in jedem Arm 5 Lanzen mit gespaltenen roten Fähnchen haltend, darin je 2 silberne Balken und ein silbernes Tatzenkreuz.